# Cladocarpus distomus
Cladocarpus distomus är en nässeldjursart som beskrevs av Clarke 1907. Cladocarpus distomus ingår i släktet Cladocarpus och familjen Aglaopheniidae. Inga underarter finns listade i Catalogue of Life.